# Porsche Tennis Grand Prix 1989
Il Porsche Tennis Grand Prix 1989 è stato un torneo femminile di tennis giocato sul cemento indoor. È stata la 12ª edizione del Porsche Tennis Grand Prix, che fa parte della categoria Tier III nell'ambito del WTA Tour 1989.
Si è giocato nel Filderstadt Tennis Club di Filderstadt in Germania, dal 9 al 15 ottobre 1989.

## Campionesse

### Singolare
Gabriela Sabatini ha battuto in finale  Mary Joe Fernández con il punteggio di 7–6, 6–4

### Doppio
Gigi Fernández /  Robin White hanno battuto in finale  Elna Reinach /  Raffaella Reggi con il punteggio di 6–4, 7–6(2)